# Pieve di San Giovanni Battista (Corazzano)
La pieve di San Giovanni Battista si trova a Corazzano, nel comune di San Miniato, in provincia di Pisa, diocesi di San Miniato.

## Storia e descrizione
È menzionata in un documento dell'892, ma alla fine del XII secolo fu ampliata e modificata.
L'attuale edificio a croce latina con un'unica navata absidata ha la facciata incorniciata da due lesene angolari e ravvivata dall'inserimento di alcuni reperti in marmo e di un frammento di epigrafe di età romana. Il portale è sormontato da un arco a tutto sesto. Sul lato sinistro si alza il massiccio campanile con coronamento merlato. All'interno si conservano un fonte battesimale, proveniente dall'antica chiesa di Barbinaia e sulla parete destra un affresco quattrocentesco, recentemente restaurato, raffigurante la Madonna del Latte, attribuito alla scuola del pittore Cenni di Francesco di ser Cenni.

## Altre immagini

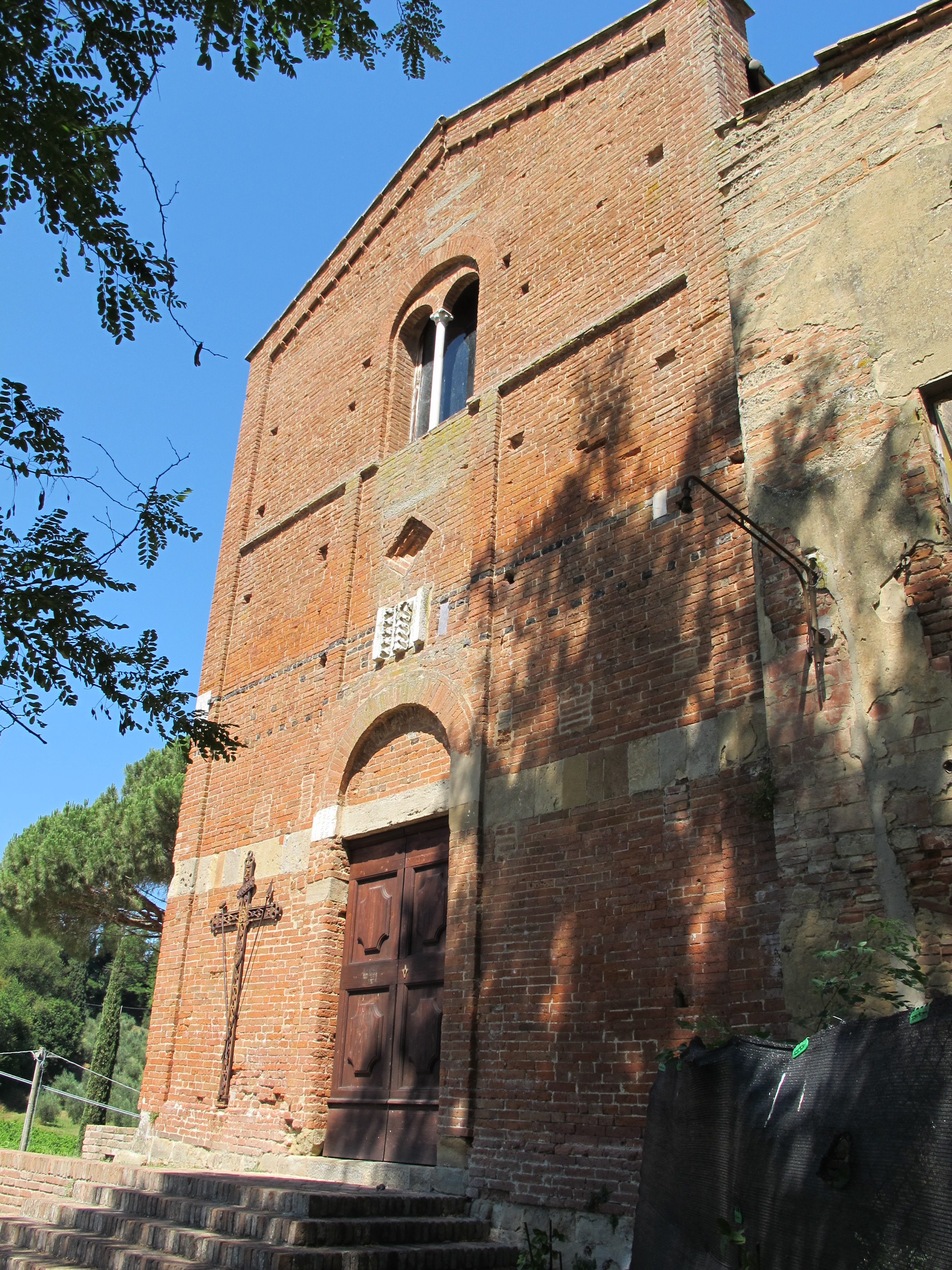
Facciata
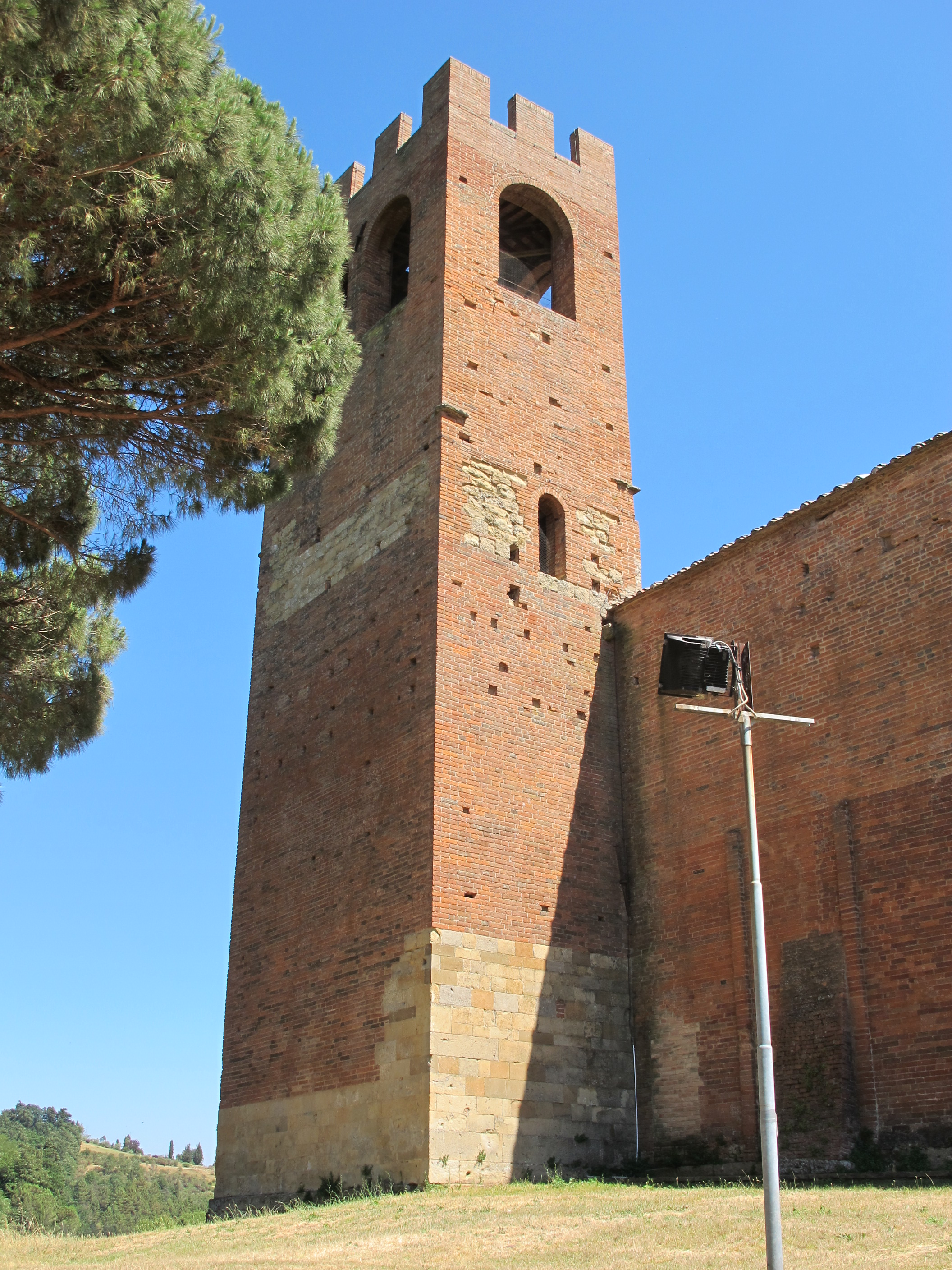
Campanile
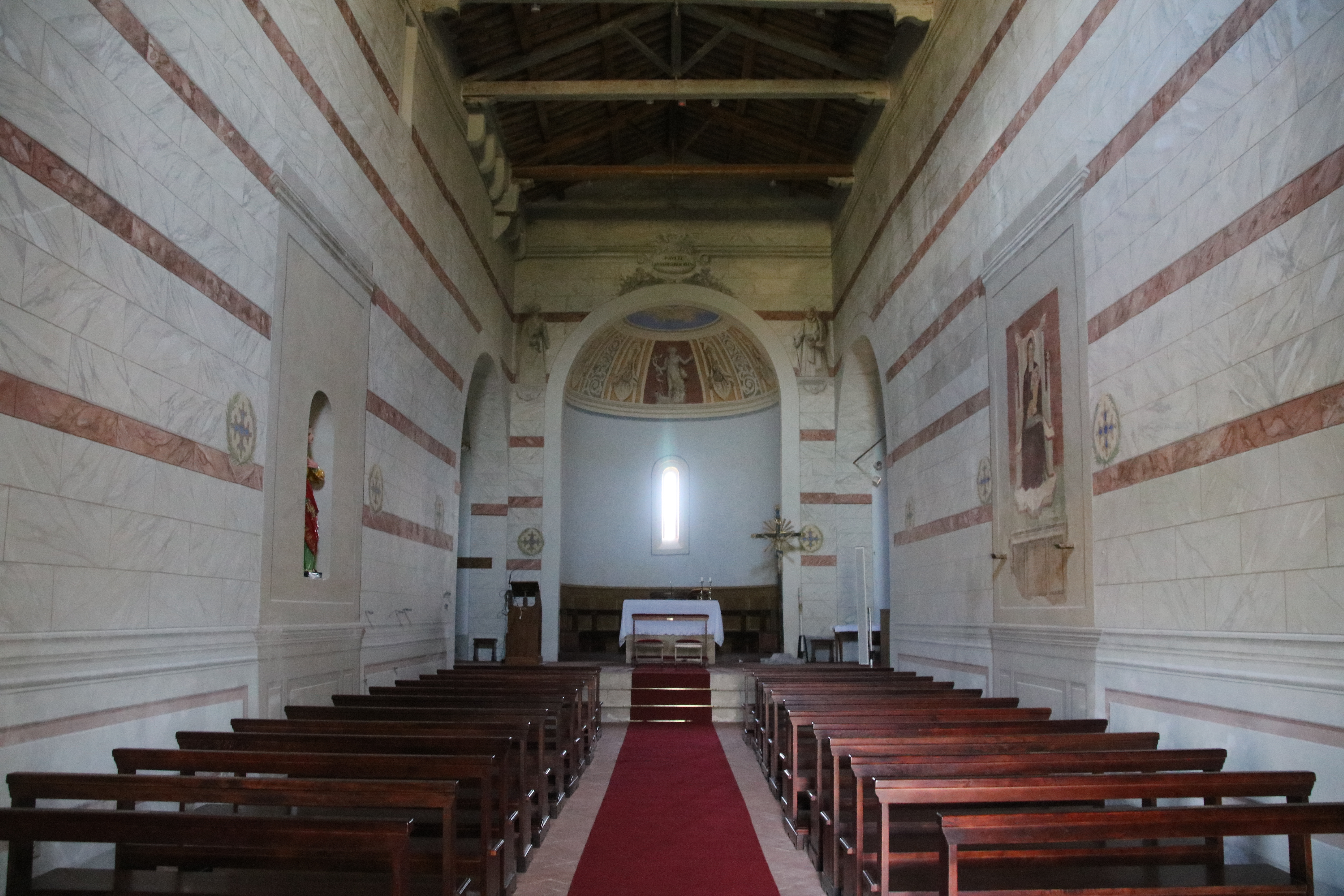
Interno
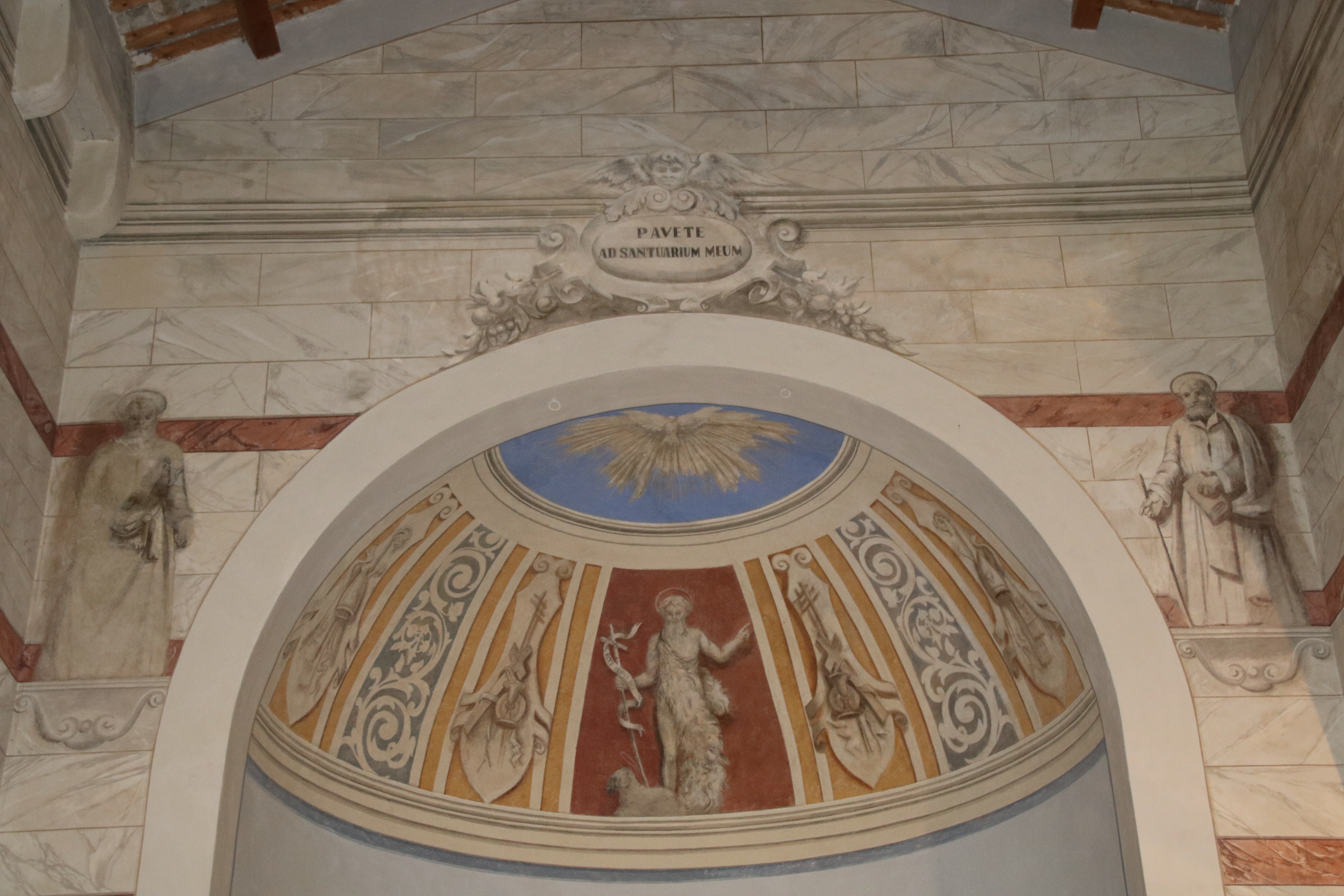
Affreschi dell'abside
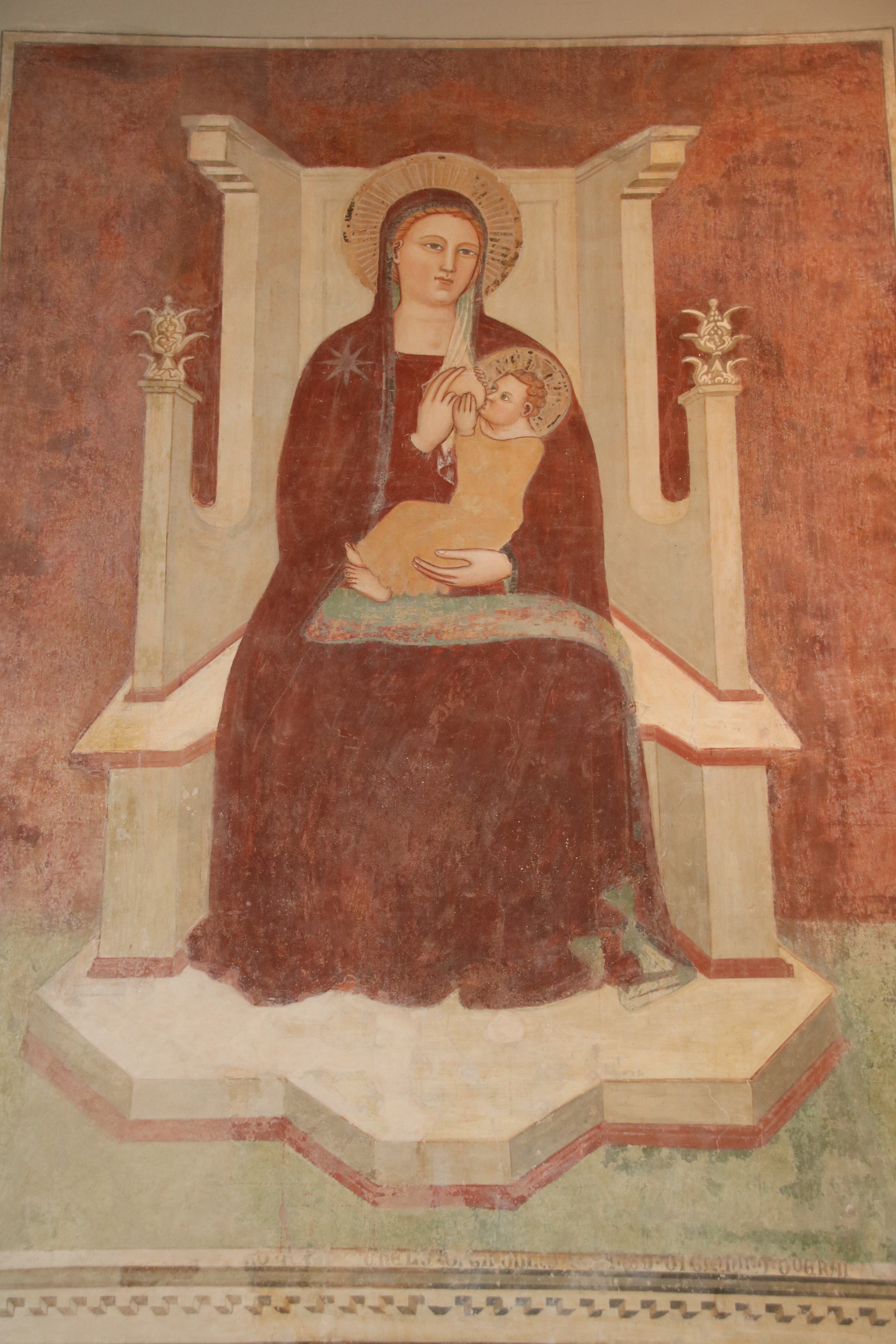
Madonna col Bambino attribuita a Cenni di Francesco